# Université Villanova
L'université Villanova (Villanova University) est une université privée située à Radnor Township, une banlieue de Philadelphie, en Pennsylvanie.
Nommée d'après saint Thomas de Villeneuve, l'université est la plus grande et la plus ancienne institution catholique de Pennsylvanie. Fondée en 1842 par l'ordre de Saint Augustin, l'université remonte à l'ancienne église fondée par les frères Augustins en 1796 et à leur école paroissiale, Saint Augustine's Academy, fondée en 1811.

## Personnalités liées à l'université

### Étudiants
- Kate M. Harper (née en 1956), femme politique
- Pape Léon XIV (Cardinal Robert Prevost)